# Rolf Haller
Rolf Haller (* Radov, 9 de agosto de 1957). Fue un ciclista alemán, profesional entre 1980 y 1981, cuyos mayores éxitos deportivo lo logró en la Vuelta a España, donde conseguiría 1 victoria de etapa en su edición de 1980. 

## Palmarés
| 1980 - 1 etapa en la Vuelta a España |